# ستريت فايتر ألفا
ستريت فايتر ألف : واريورز دريمز (بالإنجليزية:Street Fighter Alpha: Warriors' Dreams) هي لعبة إلكترونية من نمط المبارزة والقتال، وهي تطورت بشكل جديد، وتتوفر هذه اللعبة في اليابان وأستراليا وأمريكا الجنوبية والقارة الآسيوية، أنتجت من قبل شركة كابكوم سنة 1995م، تتوفر اللعبة على سلسلة من البلاي ستيشن، وهي موجودة في متجرها الإلكتروني الرسمي .

## ميزات اللعبة
تحسن اللعبة كثيرا بتلميع الصورة والخلفيات وتوضيح أشكال المحاربين والتدقيق عليها .